# Kondensatableiter

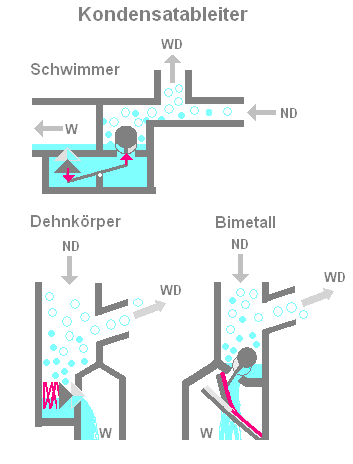

Kondensatableiter (auch Kondensomat oder „Stauer“ genannt) sind Regelarmaturen, die selbsttätig das sich in Dampfleitungen und Umformungsprozessen bildende Kondensat in eine meist parallele Rohrleitung ableiten, ohne dass Wasserdampf selbst in nennenswertem Umfang aus der Leitung austritt.
In den meisten Anlagen der chemischen, pharmazeutischen und energietechnischen Industrie wird Wasserdampf als Wärmeträgermedium verwendet. Dieses wird meist zentral in verschiedenen Druckstufen, beispielsweise von einem Kraftwerk, zur Verfügung gestellt. Durch Leitungsverluste sowie durch die jeweiligen Anwendungen führt Energieabgabe zur Kondensation eines Teils des Dampfes. Um Dampfschlag zu verhindern und um für einen effektiven Energieeinsatz zu sorgen, muss Kondensat frühzeitig aus dem System genommen werden. Auch bei der Rückführung des Kondensats in das System kommen Kondensatableiter zum Einsatz, um zu gewährleisten, dass sich in den noch immer unter Überdruck stehenden Rückleitungen ausschließlich Wasser befindet.

## Funktion
Zur Unterscheidung zwischen den verschiedenen Aggregatzuständen und deren Trennung machen sich die verschiedenen Kondensatableiter unterschiedliche physikalische Eigenschaften des Gases/der Flüssigkeit eines Stoffes zu Nutze:
- Schwimmer-Kondensatableiter benutzen die höhere Dichte eines spezifischen Stoffes, um es vom Dampf zu trennen.
- Kapsel-Kondensatableiter arbeiten mit dem allein vom Druck abhängigen Siedepunkt von Wasser und öffnen bei Temperaturen unterhalb dessen.
- Thermodynamische Kondensatableiter machen sich thermische und strömungstechnische Phänomene zu Nutze, um mit geringen Verlusten Kondensat abzuleiten.
- Venturi-Kondensatableiter Beim Venturi-Kondensatabscheider nutzt die Öffnung den Venturi-Effekt. Der Leistungsbereich wird sowohl durch die Größe der Öffnung als auch durch den in der Öffnung erzeugten Gegendruck beeinflusst. Das vor der Öffnung anstehende Kondensat steht unter Druck und Hitze, enthält also viel Energie. Beim Wandern durch die Öffnung verliert das Kondensat Druck, also Energie. Da diese Energie nicht einfach verschwinden kann, verwandelt sie einen Teil des in der Öffnung befindlichen Kondensats zurück in Dampf. Je größer der Druckunterschied auf beiden Seiten des Kondensatabscheiders ist, umso mehr Dampf entsteht dabei in der Venturi-Öffnung. Damit entsteht dort aber auch ein Gegendruck, denn dieser Dampf beansprucht tausendmal so viel Volumen wie das Kondensat, aus dem er entstanden ist. Durch diese plötzliche Expansion wird der in der Öffnung entstehende Dampf sehr stark beschleunigt und erzeugt Druck sowohl nach vorne als auch in gleichem Maß nach hinten. Dadurch wird der Durchfluss frischen Kondensats durch den Kondensatabscheider begrenzt.

Weitere Bauarten sind u. a. der Faltenbalg-Kondensatableiter und der Bimetall-Kondensatableiter.

## Anwendungen
Bauartbedingt weisen die verschiedenen Kondensatableiter-Typen unterschiedliche Vor- und Nachteile auf, sodass sich je nach Anwendung ein Typ anbietet oder ausschließt. Bei der Wahl des Ableiters sind vor allem die Anforderungen zum Druck- und Temperaturbereich ausschlaggebend, aber auch Faktoren wie Kapazität, Lebensdauer, Effizienz, Belastungen durch Verunreinigungen etc. spielen bei der Auswahl eine Rolle.
Da sich Kondensat natürlicherweise in den tiefliegenden Bereichen eines Dampf-Rohrleitungssystems sammelt, ist die Installation von Kondensatableitern grundsätzlich dort und vor Steigungen angebracht. Da bei jedem Dampfumformungsprozess (Wärmetauscher, …) in besonderem Maße Kondensat anfällt, muss auch dort für Kondensataustrag gesorgt werden.